# Kiếm lời chênh lệch giá
Kiếm lời chênh lệch giá (en: Arbitrage) là một thuật ngữ quan trọng trong kinh tế và tài chính. Nó được hiểu là hoạt động đầu cơ kiểm lời do có sự chênh lệch giá giữa hai thị trường: nhà đầu cơ mua hàng ở nơi giá rẻ và bán ngay tức khắc ở nơi giá cao, hưởng chênh lệch với rủi ro hầu như không có. Hoạt động mua và bán phải diễn ra đồng thời cùng số lượng ngay cùng một thời điểm.
Theo lý thuyết, hoạt động arbitrage hầu như không có rủi ro.